# آرامگاه شیخ عبدالله
آرامگاه شیخ عبدالله؛ نام آرامگاهی تاریخی مربوط به دورهٔ قاجار است و در شهرستان بینالود، ۵۰۰ متری جنوب غرب روستای کنگ واقع شده و این اثر در تاریخ ۱۳ بهمن ۱۳۸۸ با شمارهٔ ثبت ۲۹۲۸۸ به‌عنوان یکی از آثار ملی ایران به ثبت رسیده‌است.